# ウーシカウプンキ
ウーシカウプンキ（フィンランド語: Uusikaupunki [ˈuːsiˌkɑu̯puŋki]、スウェーデン語: Nystad [nyːstɑːd]）は、フィンランドの町。同国西部の南西スオミ県に位置する。ヴァッカ＝スオミ郡に属する。スウェーデン語でニュスタード、ニースタードなどとも呼ばれる。
人口は2021年12月末時点で15,463人で、そのうちフィンランド人が98.8%、スウェーデン人が0.5%を占める。面積は1,932.42  km2（746.11 mi2）で、そのうち1,430.07  km2（552.16 mi2）は川は湖で占められる。人口密度は30.77人/km2（79.7人/mi2）。
町の名はフィンランド名、スウェーデン名ともに「新しい町」という意味である。
機械企業のヴァルメトの自動車部門が拠点を置いていて、自社のみならず他のメーカーの自動車も製造している。
1721年にはニスタット条約がこの地で締結され、ロシアとスウェーデンの戦争が終わりを告げた。
町にはカライネン（フィンランド語で「多くの魚がある」という意）という名の中心村落がある。その村はスオミ人の交易所から始まったが、1617年にグスタフ2世アドルフの勅令によってウーシカウプンキが設立されると商取引権もウーシカウプンキに移った。
港は19世紀にかけて大きな商漁港として栄え、20世紀後半になっても造船で主要な地位を占めた。
街にはボンク博物館がある。

## ゆかりのある人物
- ロベルト・ウィルヘルム・エクマン - 画家
- ベルンハルト・クルーセル - クラリネット奏者、作曲家
- アイモ・カヤンデル - 政治家で元首相、森林学者
- アルヴィド・リルイェルンド - 画家
- マルッティ・シモヨキ - 元フィンランド大司教
- イーマリ・サーレライネン - 俳優
- ジェラルド・ブルース・リー - バスケットボール選手
- カリ・タッコ - アイスホッケー選手。ゴールテンダー

## 姉妹都市
- アンツラ（エストニア）
- ハデスレウ（デンマーク）
- ノヴゴロド（ロシア）
- サンデフィヨール（ノルウェー）
- センテンドレ（ハンガリー）
- ヴァールベリ（スウェーデン）